# Ikakogi
Ikakogi é um gênero de anfíbios anuros da família Centrolenidae, cujas espécies podem ser encontradas em florestas úmidas da Sierra Nevada de Santa Marta, nos departamentos de Guajira e Magdalena, na Colômbia, em altitudes entre 950 e 1 790 metros do nível do mar.
Suas espécies apresentam as seguintes características: possuir a metade anterior do peritônio parietal ventral branca e a outra metade, junto com o peritônio hepático e visceral, transparente, ossos brancos, espinhos umerais e uma grande estrutura semelhante a uma crista que se estende ao longo da região central do úmero e as fêmeas apresentarem cuidado parental.

## Espécies
O gênero possui, atualmente, duas espécies:
- Ikakogi ispacue Rada, Dias, Peréz-González, Anganoy-Criollo, Rueda-Solano, Pinto-E., Mejía Quintero, Vargas-Salinas & Grant, 2019
- Ikakogi tayrona (Ruiz-Carranza and Lynch, 1991)